# Пановка (Алексеевский район)
Пановка — деревня в Алексеевском районе Республики Татарстан. Входит в состав Войкинского сельского поселения.

## География
Находится в 28 км от районного центра Алексеевское и в 71 км от Казани. В 5 км к северо-западу располагается берег Куйбышевского водохранилища.

### Улицы
В деревне проходит единственная улица — Октябрьская. 

## История
В «Списке населенных мест» Казанской губернии по данным за 1859 год значится как владельческое сельцо при безымянном озере в 31 версте от Спасска. В сельце насчитывалось 47 дворов и проживало 313 человек (148 мужчин и 165 женщин). 

## Инфраструктура
Почтовое отделение 422918 обслуживающее деревню находится в селе Базяково.

## Население
Национальный состав
Согласно результатам переписи 2002 года, в национальной структуре населения русские составляли  93% из 58 человек.